# Torquato Tamagnini
Torquato Tamagnini (Perugia, 1886 – Roma, 1965) è stato uno scultore e medaglista italiano.
Fu uno scultore che ebbe particolare fama soprattutto per i numerosi monumenti ai caduti della Grande Guerra.

## Biografia
Formatosi all'Accademia di San Luca a Roma, Tamagnini fu autore di alcuni bronzetti di gusto liberty tra cui una statuetta del 1919 intitolata  ''L'inquisitore'', conservata nelle collezioni del Quirinale. Nel 1921 fu presente con due opere alla I Biennale romana e, nello stesso anno, partecipò alla prima Biennale di Napoli. Una targa in bronzo realizzata dallo scultore con, in rilievo, il bollettino della vittoria ed una allegoria con figure muliebri, donata al maresciallo Diaz dai mutilati romani, meritò parole d'ammirazione da parte del generale.
Dopo le prime commissioni dei vari comitati sorti per onorare i caduti, nel 1922 fondò la casa d'arte ''Corinthia'' di Roma, attraverso la quale, in collaborazione con fonderie napoletane e romane, avviò una produzione seriale di bottega e realizzò numerosi monumenti in molte regioni italiane. Il catalogo della ''Corinthia'', così come altri cataloghi concorrenti, proponeva alle amministrazioni comunali e ai comitati civici una ampia gamma di monumenti sia già realizzati altrove, sia in bozzetto. La "varietà di tipologie monumentali ideate da questa sorta di industria commemorativa" consentiva una scelta in base alla disponibilità finanziaria. Tuttavia, per quanto il catalogo fosse ricco di proposte e spesso venissero introdotte delle variazioni ai vari tipi di monumento soprattutto nei basamenti, le rassomiglianze erano inevitabili. In alcuni casi la somiglianza è evidente, per esempio: nelle figure di Perugia e di Scanno; nelle sentinelle di Sacrofano, di  Tocco da Casauria, di Calasetta e di Parenti; nel monumento di Forlì del Sannio e in quello di Casalciprano, simili per concezione; nella "Vittoria dolente" della Parrocchietta già presente insieme ad un soldato morente a Ceprano come poi replicata a Guardia Perticara, a Terranova da Sibari, a Dasà, a Colle Sannita e, probabilmente, a Castropignano. In altri si ravvisa una iconografia comune ad altri artisti dell'epoca, come nel caso del monumento di Montepulciano,  e ricorrente, come la cosiddetta "quadriga briosa" raffigurata sulle monete da 1 lira del periodo bellico. 

## Opere

### Monumenti ai Caduti della Grande Guerra
La lista è organizzata per: anno, comune, provincia. La descrizione è limitata alle principali opere scultoree dei singoli monumenti.
- 1920 - Perugia: lapide in marmo tra due figure in bronzo dedicata agli studenti del Regio I. S. Agrario di Perugia morti in guerra.[26]
- 1920 - Faleria (Viterbo): lapide in marmo con decorazioni in bronzo.[27]
- 1921 - Pievebovigliana (Macerata): aquila in bronzo su obelisco.[28][25]
- 1921 - Venafro (Isernia): gruppo bronzeo su cippo costituito da un milite a torso nudo che, con una baionetta, protegge una donna in piedi che regge un neonato: davanti al basamento una figura femminile alata solleva una corona d'alloro.[29]
- 1921 - Castelleone (Deruta) (Perugia): scultura in marmo su basamento in travertino; su un primo blocco di marmo è scolpito un bassorilievo con l'allegoria della Vittoria su una quadriga; sul blocco superiore si trova la scultura di un uomo a torso nudo che esce dal marmo.[30]
- 1921 - Sacrofano (Roma): statua in bronzo di soldato di sentinella su uno sperone di roccia con pastrano chiuso; sul basamento lastra bronzea con bassorilievo raffigurante un'allegoria della Patria.[10][31][32]
- 1921 - Seren del Grappa (Belluno): statua in bronzo di donna che protende in avanti la destra con una corona di alloro e, con la sinistra, regge una piccola Vittoria alata.[33]
- 1922 - Salvitelle (Salerno): statua in bronzo di donna  che protende in avanti la destra con una corona di alloro e, con la sinistra, regge una piccola Vittoria alata.[34]
- 1922 - Ceprano (Frosinone): gruppo bronzeo con soldato morente, riverso su un blocco di travertino su cui si erge una donna, allegoria della Patria vittoriosa, che gli porge un ramo d'alloro.[17]
- 1923 - La Parrocchietta (Roma): statua in bronzo di figura femminile, allegoria della Vittoria dolente, che porge un ramo d'alloro ai caduti.[16]
- 1923 - Tocco da Casauria (Pescara, all'epoca Chieti): statua in bronzo di un soldato di sentinella su uno sperone di roccia con pastrano chiuso; sul basamento lastra bronzea con bassorilievo raffigurante un'allegoria della Patria.[35][11]
- 1923 - Roma: statua in bronzo di un soldato artigliere, con pastrano, su uno sperone di roccia.[36]
- 1923 - Arcevia (Ancona): gruppo bronzeo su cippo costituito da un milite a torso nudo che, con una baionetta, protegge una donna in piedi che regge un neonato; alla base una piccola statua in bronzo raffigura la Vittoria.[37]
- 1923/1932 - Paola (Cosenza): gruppo scultoreo in bronzo raffigurante una figura femminile su piedistallo, allegoria della Patria, che solleva un ghirlanda di alloro, mentre ai suoi piedi si appoggia un soldato ferito a morte.[38]
- 1923 - Sala Consilina (Salerno): gruppo scultoreo in bronzo raffigurante un soldato ritto, ma morente, sovrastato da una figura femminile con corona di alloro, chinata su di lui per sorreggerlo.[39]
- 1923/1925 - Pizzoferrato (Chieti): targa in bronzo riportante il bollettino della vittoria, decorata in bassorilievo a sinistra da una vittoria alata e da una portatrice del fascio littorio, a destra da due stemmi su foglie di quercia.[40]
- 1923/1929 - Forlì del Sannio (Isernia): monumento comprendente, tra l'altro, una statua femminile in bronzo, allegoria della Gloria, che solleva una corona d'alloro e una lastra bronzea con una figura femminile, allegoria della Vittoria, su una quadriga.[14]
- 1924 - Corigliano Calabro (Cosenza): gruppo bronzeo su cippo costituito da un milite che, con una baionetta, protegge una donna con bambino. Nel corso della seconda guerra mondiale la statua fu però fusa per ricavarne proiettili e solo negli anni ottanta del XX secolo fu rifatta dallo scultore locale Carmine Cianci.[41]
- 1924 - Spoltore (Pescara): lapide bronzea col bassorilievo di un'aquila che avvolge con le ali una figura femminile, allegoria della Vittoria, che offre un festone di fiori ai caduti.[42]
- 1924 - Parenti (Cosenza): statua in bronzo di un soldato di sentinella su uno sperone di roccia con pastrano chiuso.[13] Nel corso della seconda guerra mondiale la statua fu però fusa per ricavarne proiettili e solo negli anni ottanta del XX secolo fu rifatta da una bottega napoletana, ma stavolta il soldato ha il pastrano aperto.[43]
- 1924 - Montecelio (città metropolitana di Roma Capitale, all'epoca provincia di Roma) alto cippo con sovrastante statua in bronzo e lastra bronzea alla base con figura femminile, allegoria della Vittoria, su una quadriga.[44][45]
- 1925 - Carlentini (Siracusa): gruppo scultoreo in bronzo raffigurante un soldato ritto, ma morente, sovrastato da una figura femminile alata, chinata su di lui per sorreggerlo.[46]
- 1925 - Formello (città metropolitana di Roma Capitale, all'epoca provincia di Roma): statua in bronzo di donna  che protende in avanti la destra con una corona di alloro e, con la sinistra, regge una piccola Vittoria alata. [47][48]
- 1925 - Allumiere (città metropolitana di Roma Capitale, all'epoca provincia di Roma): statua in bronzo di soldato su un'altura rocciosa nell'atto di scagliare una bomba a mano con la destra mentre innalza una bandiera con la sinistra.[49]
- 1925 - San Giovanni in Marignano (Rimini): statua in bronzo di soldato con fucile ed elmetto e lastra bronzea con figure femminili e cavalli.[50]
- 1925/1930 - Montepulciano (Siena):([25]
- 1926 - Guardia Perticara (Potenza): gruppo bronzeo con donna in piedi che offre un ramo d'alloro al soldato morente riverso ai suoi piedi.[18]
- 1926 - Acquaro (Vibo Valentia): statua in bronzo di soldato con fucile ed elmetto.[51]
- 1926 - Mondolfo (Pesaro e Urbino): statua in bronzo di soldato su un'altura rocciosa nell'atto di innalzare una bandiera con la destra.[52]
- 1926 - Gerace Marina (città metropolitana di Reggio Calabria, all'epoca provincia di Reggio Calabria): gruppo scultoreo in bronzo raffigurante una figura femminile su piedistallo, allegoria della Patria, che solleva un ghirlanda di alloro, mentre ai suoi piedi si appoggia un soldato ferito a morte.[53][54]
- 1926 - Seminara (città metropolitana di Reggio Calabria, all'epoca provincia di Reggio Calabria): statua in bronzo di soldato su un'altura rocciosa nell'atto di innalzare una bandiera con la destra.[55]
- 1926 - Duronia (Campobasso): statua in bronzo di soldato con fucile ed elmetto.[56]
- 1926 (circa) - Taviano (Lecce): aquila in bronzo su obelisco e lastra bronzea alla base con figura femminile, allegoria della Vittoria, su una quadriga.[57]
- 1926/1927 - Terranova da Sibari (Cosenza): gruppo bronzeo con donna in piedi che offre un ramo d'alloro al soldato morente riverso ai suoi piedi.[19]
- 1926/1927 - Dasà (Vibo Valentia): gruppo bronzeo con donna in piedi che offre un ramo d'alloro al soldato morente riverso ai suoi piedi.[20]
- 1926/1929 - Tito (Potenza): gruppo bronzeo con donna in piedi che offre un ramo d'alloro al soldato morente riverso ai suoi piedi.[58]
- 1927 - Calasetta (Sud Sardegna, all'epoca provincia di Cagliari): statua in bronzo di un soldato di sentinella su una roccia con pastrano chiuso.[59][12]
- 1927 - Montazzoli (Chieti): statua in bronzo di soldato che con la mano sinistra tiene un fucile piantato al suolo e con il braccio destro teso punta una baionetta in avanti; alla base una piccola Vittoria alata innalza una corona d'alloro.[60]
- 1928 - Andretta (Avellino): gruppo bronzeo su alto basamento con figura femminile che innalza una corona di alloro e, ai suoi piedi, un soldato colpito a morte, nell'atto di cadere; su due colonne ai lati del basamento due lastre bronzee con figure femminili in bassorilievo.[61]
- 1928 - Galatina (Lecce): alto monumento con in cima statua bronzea di figura femminile con elmo e scudo che regge un'insegna romana con l'aquila; davanti al basamento statua di soldato con fucile in posizione di riposo; dietro, lastra bronzea con Vittoria su quadriga.[62]
- 1929 - Orvinio (Rieti): Statua in bronzo raffigurante una figura femminile chiamata "La Gloria" che regge una fiaccola, monumento con giardino rettangolare recintato e diviso in siepi con figure geometriche
- 1930 - Siano (Salerno): statua in bronzo di soldato con fucile ed elmetto e lastra bronzea sul piedistallo con figura femminile, allegoria della Vittoria, su una quadriga.[63][44]
- 1931 - Casacanditella (Chieti): altorilievo in bronzo di soldato a torso nudo, con la destra tiene il fucile piantato al suolo e con la sinistra protesa regge una piccola Vittoria alata che innalza una corona d'alloro.[64]
- 1931 - Spezzano Albanese (Cosenza): statua in bronzo di soldato su un'altura rocciosa nell'atto di innalzare una bandiera con la destra; ai piedi del basamento una statua di donna che regge una Vittoria alata.[65]
- 1932 - Silvi (Teramo): bassorilievo bronzeo con una figura femminile su una quadriga che nella mano sinistra regge una piccola Vittoria alata; originariamente davanti al basamento vi era la statua di una figura femminile che innalzava una corona d'alloro.[66]
- 1934 - Castelforte (Latina): gruppo bronzeo con un soldato colpito a morte e un secondo soldato a torso nudo in azione.[67]

#### Non databili
- Padula (Salerno):([25]
- Sant’Antimo (città metropolitana di Napoli, all'epoca provincia di Napoli): statua in bronzo di soldato nell'atto di scagliare una bomba a mano con la destra mentre innalza una bandiera con la sinistra.[68]
- Camino al Tagliamento (Udine): due targhe in bronzo con bassorilievi; nella prima il bollettino della vittoria, decorato con una Vittoria alata e una portatrice del fascio littorio; nell'altra i nomi dei caduti con l'allegoria della Patria armata di spada.[69]
- San Valentino in Abruzzo Citeriore (Pescara): lapide in marmo con fregi bronzei tra cui una lastra col bassorilievo della testa di soldato con elmetto e del suo braccio teso che sorregge una piccola Vittoria alata.[70]
- Colle Sannita (Benevento): gruppo bronzeo con donna in piedi che offre un ramo d'alloro al soldato morente riverso ai suoi piedi.[21]
- Poggio Sannita (Isernia): targa in bronzo riportante il bollettino della vittoria, decorata in bassorilievo a sinistra da una vittoria alata e da una portatrice del fascio littorio; a destra da due scudi araldici su foglie di quercia; in basso placca bronzea con testa di soldato con elmetto e gladio.[71]
- Casalciprano (Campobasso): monumento comprendente, tra l'altro, una statua femminile in bronzo, allegoria della Gloria, che solleva una fiaccola; una lastra bronzea con una figura femminile, allegoria della Vittoria, su una quadriga; la lastra è sormontata da un'aquila bronzea rimossa da altro sito e qui ricollocata.[15]
- Scanno (L'Aquila): lapide in marmo tra due figure in bronzo affiancata da corona d'alloro (con elmetto) bronzea.[9]
- Riese Pio X (Treviso): targa in bronzo riportante il bollettino della vittoria, decorata in bassorilievo a sinistra da una vittoria alata e da una portatrice del fascio littorio, a destra da due stemmi su foglie di quercia.[72]
- Controne (Salerno): targa in bronzo riportante il bollettino della vittoria, decorata in bassorilievo a sinistra da una vittoria alata e da una portatrice del fascio littorio, a destra da due stemmi su foglie di quercia.[4]
- Squillace (Catanzaro): lastra bronzea con una figura femminile, allegoria della Vittoria, su una quadriga.[73]
- Vignanello (Viterbo): statua in bronzo di soldato su un'altura rocciosa nell'atto di innalzare una bandiera con la destra; alla base la statua di una donna con una piccola Vittoria alata. Nel corso della seconda guerra mondiale le statue originali furono però fuse per ricavarne proiettili e rifatte dallo scultore viterbese Publio Muratore negli anni '70. [74]
- Maserada sul Piave (Treviso): statua in bronzo di soldato che con la mano sinistra tiene un fucile piantato al suolo e con il braccio destro teso punta una baionetta in avanti.[75]
- Pratola Serra (Avellino): gruppo bronzeo con un soldato colpito a morte e un secondo soldato a torso nudo in azione.[76]
- Reino (Benevento): statua in bronzo di soldato in posizione di riposo con fucile ed elmetto.[77]
- Colliano (Salerno): gruppo bronzeo raffigurante un soldato che sorregge un commilitone ferito a morte; sul basamento una piccola Vittoria alata.[78]
- Chieuti (Foggia): statua in bronzo di soldato che con la mano sinistra tiene un fucile piantato al suolo e con il braccio destro teso punta una baionetta in avanti; sul basamento lastra bronzea  col bassorilievo di un leone.[79]
- Deliceto (Foggia): statua in bronzo di soldato col corpo proteso nell'atto di scagliare una bomba a mano.[80]
- Celle di San Vito (Foggia): lastra bronzea con bassorilievo raffigurante un'allegoria della Patria.[81]
- San Marco dei Cavoti (Benevento): statua in bronzo di soldato su un'altura rocciosa nell'atto di innalzare una bandiera con la destra. Realizzato nel 1924 dal Tamagnini, fu trafugato dai tedeschi nel luglio del 1943 e successivamente ricollocato in loco in copia, opera dello scultore napoletano Amedeo Garufi.[82][83]

#### Attribuiti
- Roveredo in Piano (Pordenone): statua in bronzo di soldato che con la mano sinistra tiene un fucile piantato al suolo e con il braccio destro teso punta una baionetta in avanti; sul basamento lastra bronzea  col bassorilievo di un leone.[84]
- Casarsa della Delizia (Pordenone): statua in  bronzo di donna che solleva un ramo d'alloro. [85]
- Ragogna (Udine): gruppo bronzeo con donna in piedi che offre un ramo d'alloro al soldato morente riverso ai suoi piedi.[86]
- Paularo (Udine): statua in bronzo di figura femminile, allegoria della Vittoria dolente, che porge un ramo d'alloro ai caduti.[87]
- Torella dei Lombardi (Avellino): gruppo bronzeo con donna in piedi che solleva un ramo d'alloro sul soldato riverso ai suoi piedi.[88]
- Sanza (Salerno): statua in bronzo di soldato che con la mano sinistra tiene un fucile piantato al suolo e con il braccio destro teso punta una baionetta in avanti.[89]
- Lauria (Potenza): statua femminile in bronzo, allegoria della Patria vittoriosa, che solleva una corona d'alloro.[90]
- Banzi (Potenza): lapide in marmo con fregi bronzei tra cui una lastra col bassorilievo della testa di soldato con elmetto e del suo braccio teso che sorregge una piccola Vittoria alata.[91]
- Brienza (Potenza): targa in bronzo con dedica, decorata in bassorilievo a sinistra da una vittoria alata e da una portatrice del fascio littorio, a destra da due stemmi su foglie di quercia.[92]
- Castelluccio Inferiore (Potenza): targa in bronzo riportante il bollettino della vittoria, decorata in bassorilievo a sinistra da una vittoria alata e da una portatrice del fascio littorio, a destra da due stemmi su foglie di quercia.[93]
- Spinoso (Potenza): lastra bronzea con i nomi dei caduti e bassorilievo di figura femminile alata che con la mano destra si appoggia a un fascio littorio e con la sinistra tende un ramo di ulivo; in alto sono raffigurati una stella e, su foglie di quercia, due stemmi.[94]
- Sant'Arcangelo (Potenza): lastra bronzea con i nomi dei caduti e bassorilievo di figura femminile alata che con la mano destra si appoggia a un fascio littorio e con la sinistra tende un ramo di ulivo; in alto sono raffigurati una stella e, su foglie di quercia, due stemmi.[95]

#### Non attribuiti
- Sanfatucchio, frazione di Castiglione del Lago (Perugia): statua in bronzo di soldato che porta la bandiera nella mano sinistra e nell'altra un pugnale.[96]
- Pozzuolo, frazione di Castiglione del Lago (Perugia):  gruppo bronzeo su cippo costituito da un milite che, con una baionetta, protegge una donna che regge un neonato; alla base una piccola statua in bronzo raffigura la Vittoria.[97][98]
- Alezio (Lecce): statua in bronzo di donna che tende un ramo d'alloro.[99]
- Castropignano (Campobasso): gruppo bronzeo con soldato morente, riverso su un blocco di travertino, su cui si erge una donna, allegoria della Patria vittoriosa, che gli porge un ramo d'alloro.[23]
- San Pietro Avellana (Isernia): statua di donna in bronzo che solleva un ramo e placca bronzea con testa di soldato con elmetto e gladio.[100]

### Galleria d'Immagini

#### Monumenti ai caduti della prima guerra mondiale

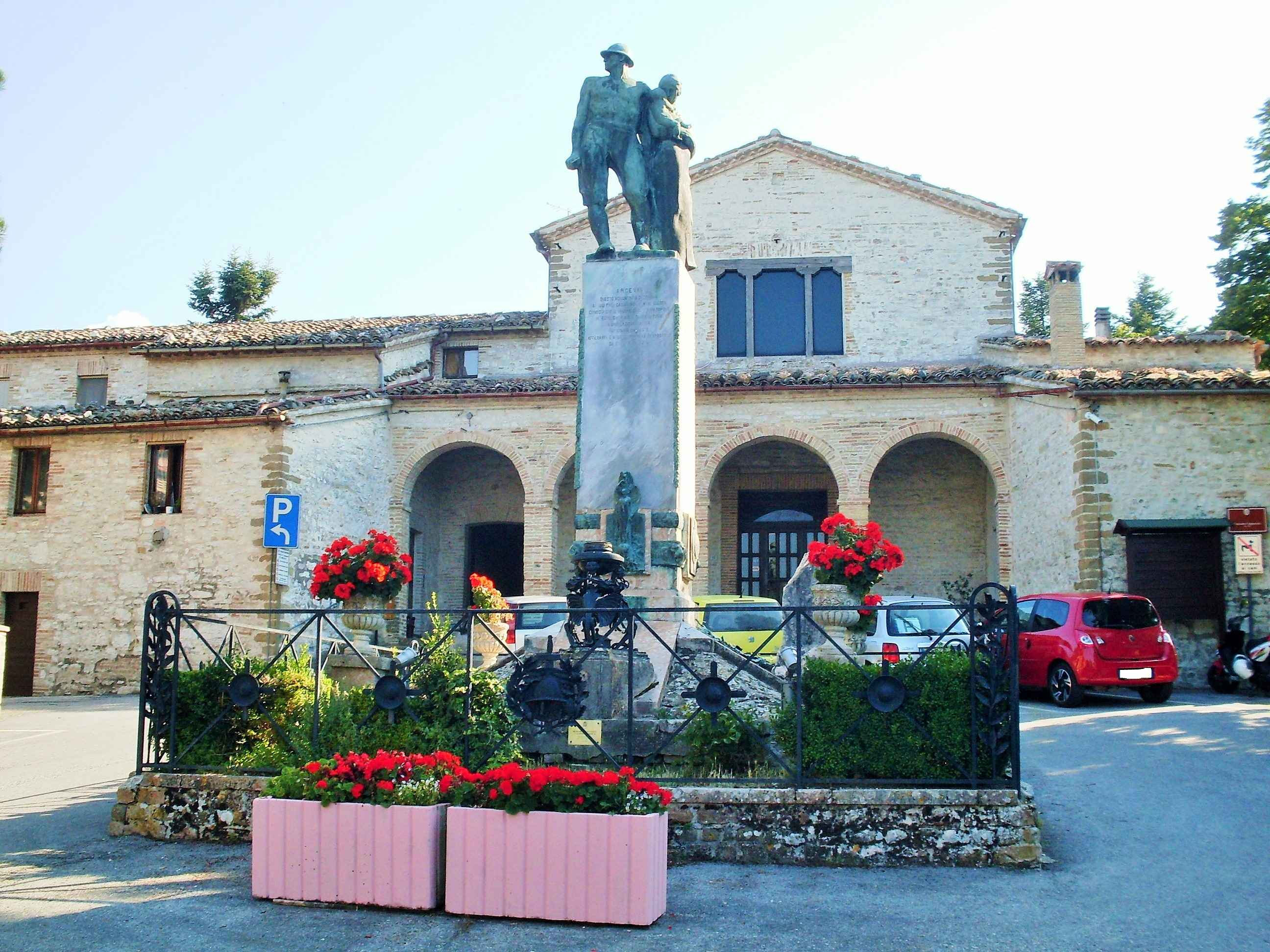
Arcevia
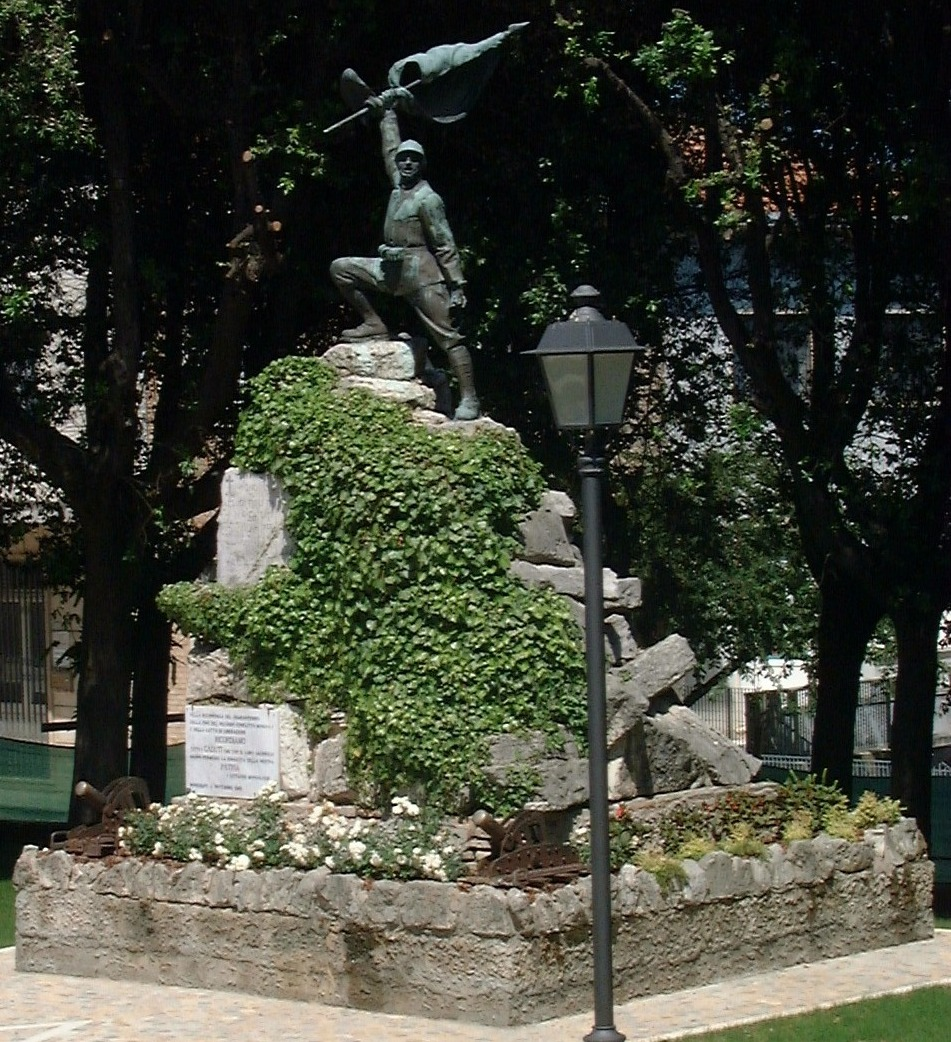
Mondolfo
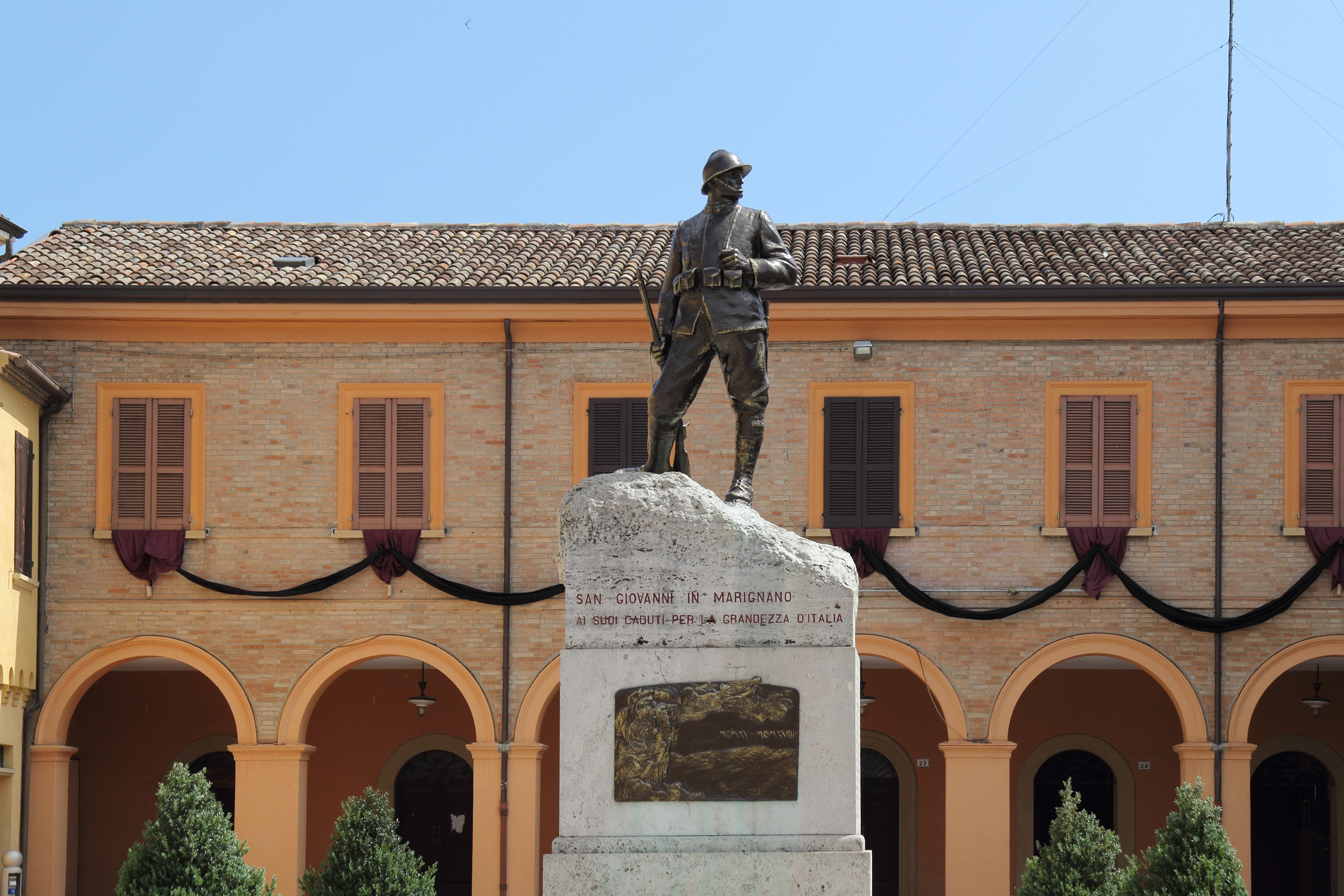
San Giovanni in Marignano
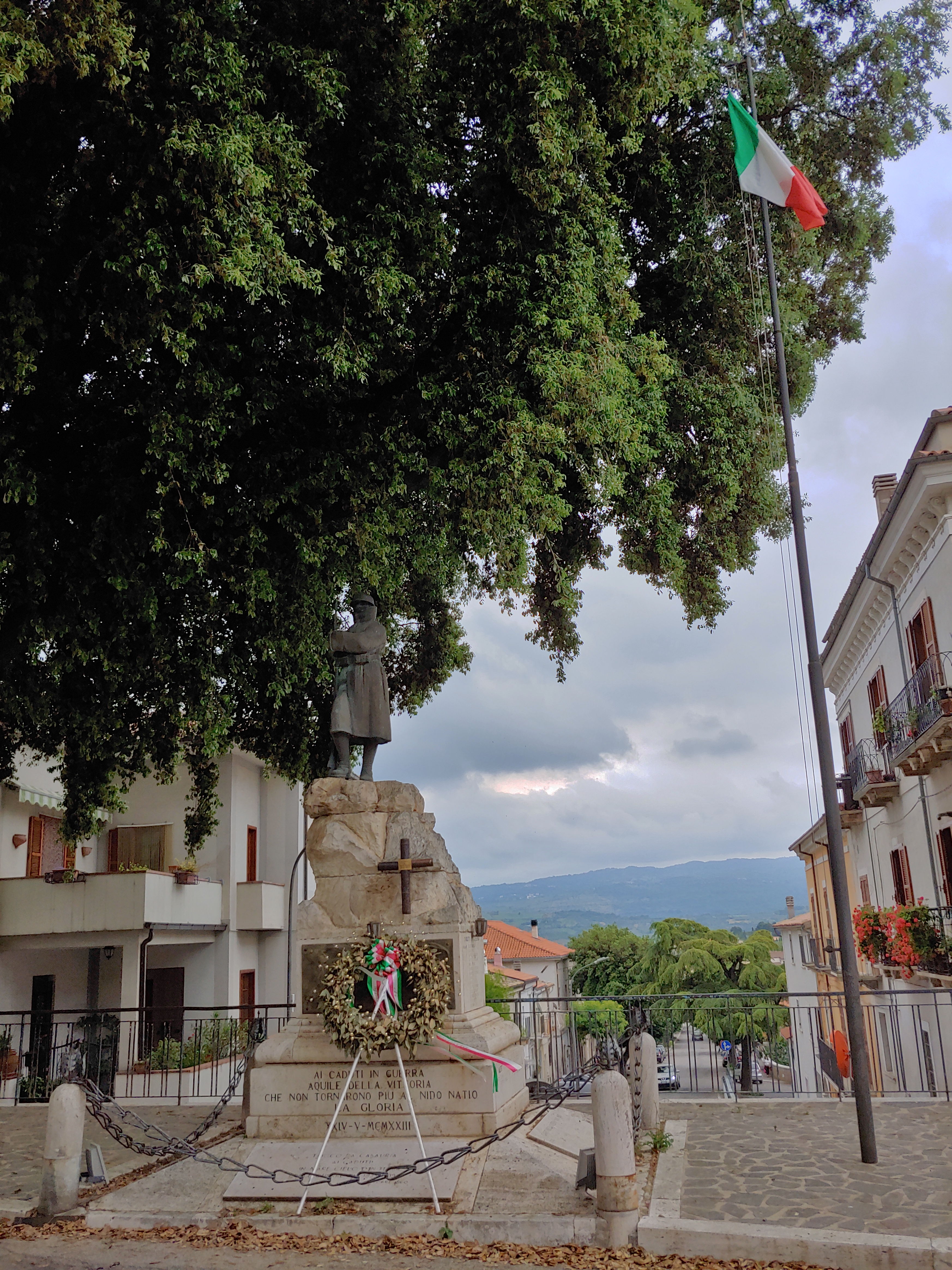
Tocco da Casauria
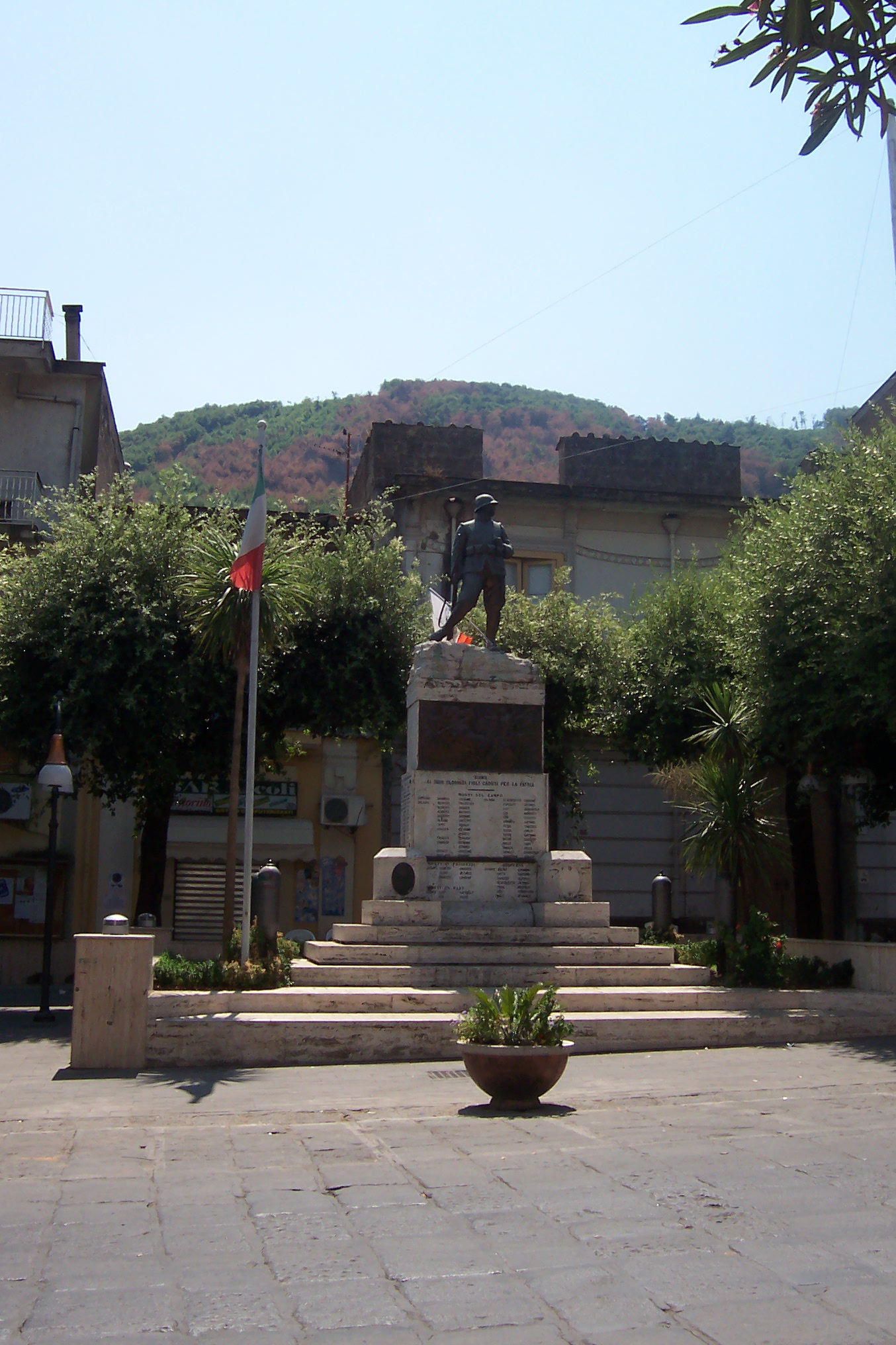
Siano
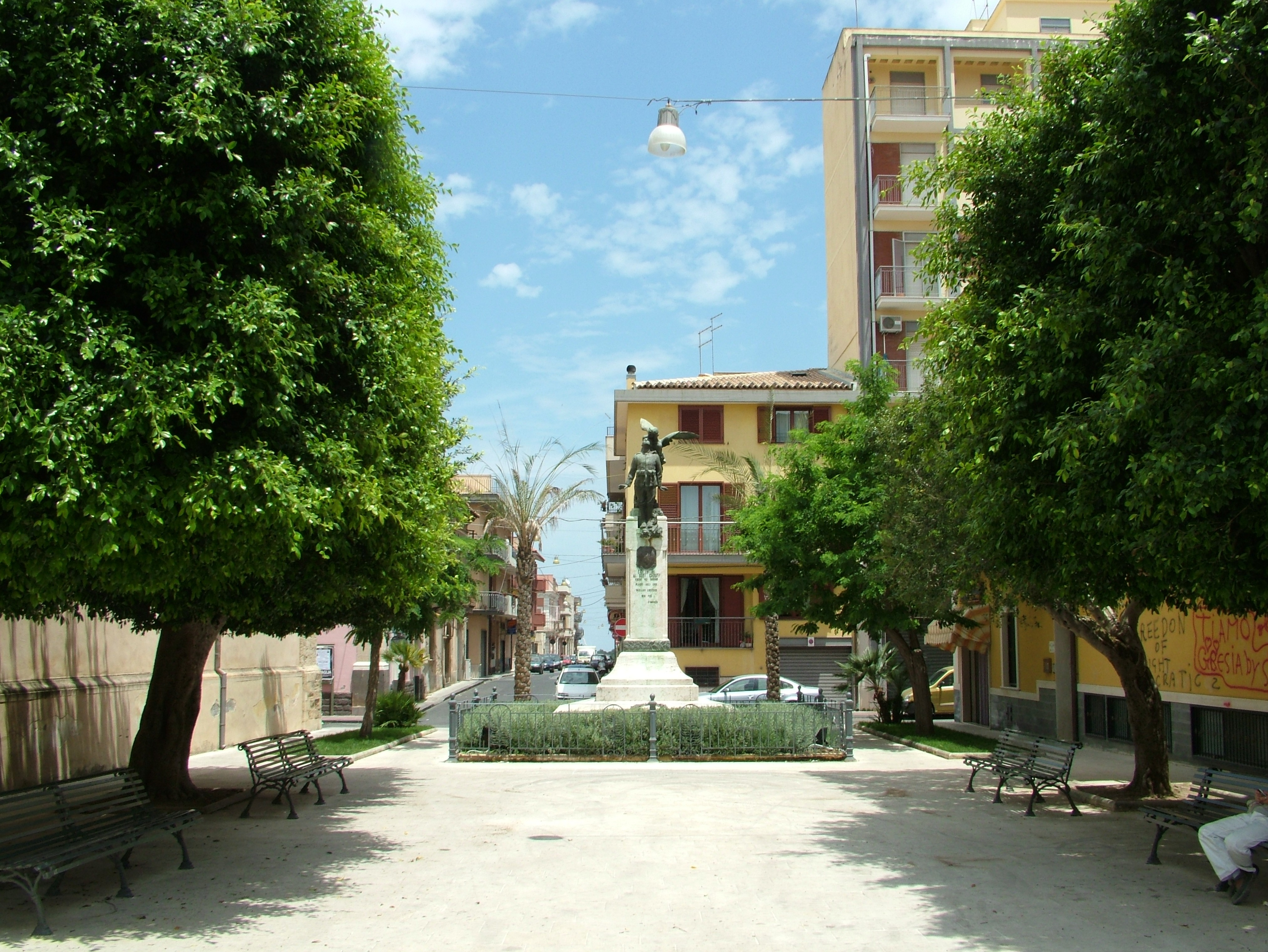
Carlentini
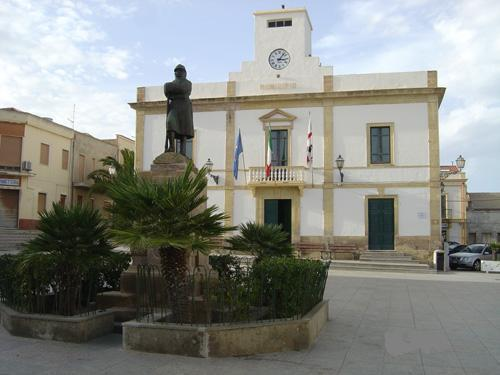
Calasetta
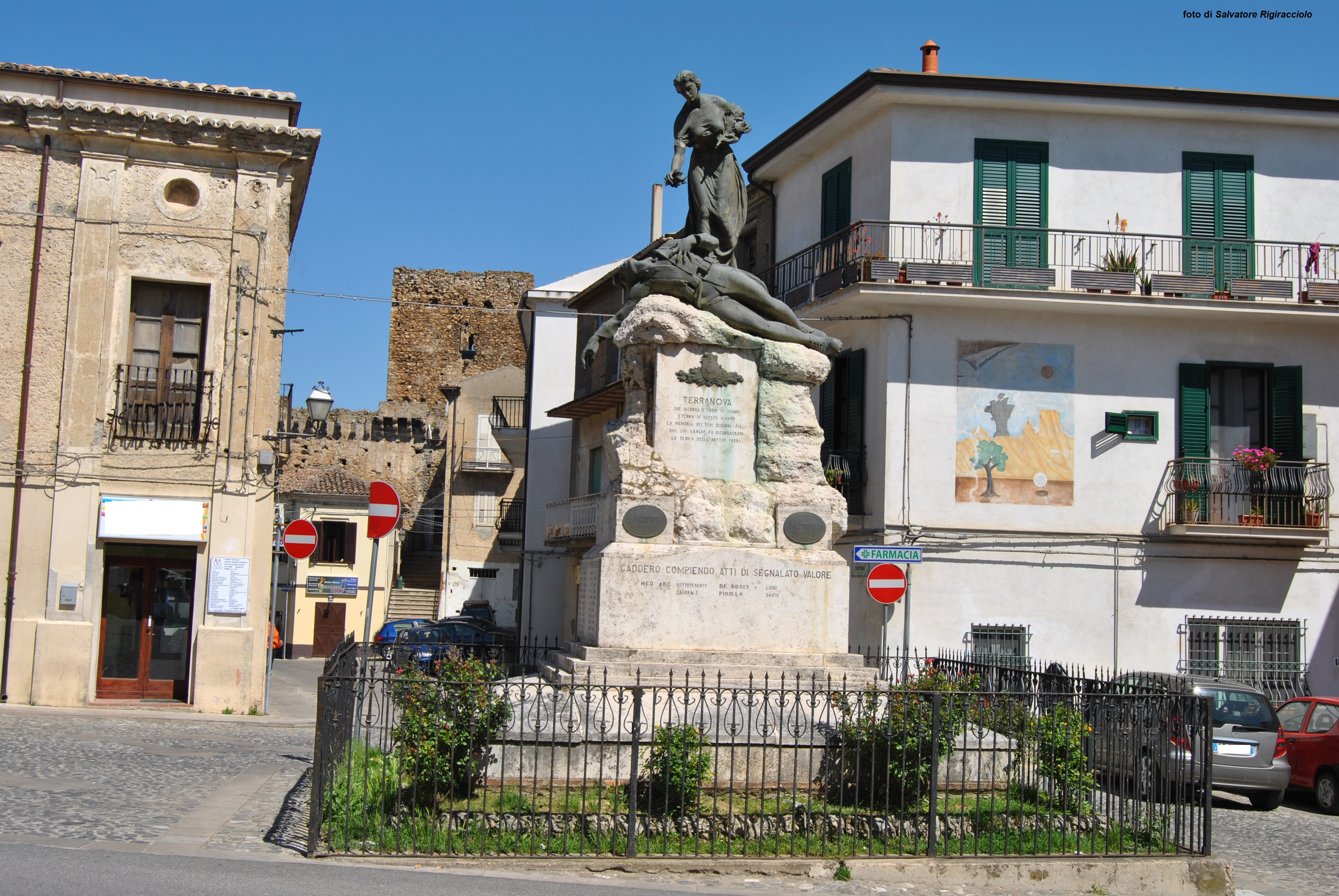
Terranova da Sibari